# Iwan Ryżkow
Iwan Jermołajewicz Ryżkow (ros. Иван Ермолаевич Рыжков, ur. 10 marca 1921 w Olchowatce w obwodzie donieckim, zm. 12 kwietnia 2011 w Moskwie) – radziecki wojskowy, generał porucznik, Bohater Związku Radzieckiego (1945).

## Życiorys
Urodził się w rosyjskiej rodzinie robotniczej. W 1939 ukończył szkołę pedagogiczną w Jenakijewem, przez 2 miesiące pracował jako nauczyciel w szkole podstawowej, potem został powołany do Armii Czerwonej, w 1941 ukończył szkołę artylerii w Kijowie. Został dowódcą plutonu rezerwowego pułku artylerii w stopniu porucznika; pułk był zakwaterowany w Starobielsku, później na stacji Popowka w obwodzie orenburskim. W styczniu 1942 został komenderowany do Buzułuku, wkrótce potem wraz z pułkiem włączony w skład 13 Armii Frontu Briańskiego, od czerwca 1942 uczestniczył w walkach, początkowo na zachód od Jelca, w 1943 brał udział w forsowaniu Dniepru, później walkach na Białorusi i w Polsce. Pod koniec 1943 został zastępcą dowódcy pułku w składzie 5 Dywizji Artylerii 4 Artyleryjskiego Korpusu Przełamania 3 Armii Uderzeniowej 1 Frontu Białoruskiego, w kwietniu 1945 brał udział w operacji berlińskiej. 24 czerwca 1945 wziął udział w Paradzie Zwycięstwa na Placu Czerwonym, w 1949 ukończył ze złotym medalem Akademię Wojskową im. Frunzego i został szefem wydziału sztabu dywizji artylerii w Karpackiego Okręgu Wojskowego, od października 1951 pracował w Sztabie Generalnym Ministerstwa Obrony ZSRR. W grudniu 1955 został doradcą przedstawiciela Armii Radzieckiej w Komitecie Wojskowo-Sztabowym ONZ, później przez szereg lat był attaché wojskowym przy Ambasadzie ZSRR w Egipcie, później attaché wojskowym przy Ambasadzie ZSRR w Jugosławii, w 1977 został zwolniony do rezerwy w stopniu pułkownika.

## Odznaczenia
- Złota Gwiazda Bohatera Związku Radzieckiego (31 maja 1945)
- Order Lenina
- Order Czerwonego Sztandaru
- Order Aleksandra Newskiego
- Order Wojny Ojczyźnianej I klasy (dwukrotnie)
- Order Czerwonej Gwiazdy (dwukrotnie)
- Order „Za służbę Ojczyźnie w Siłach Zbrojnych ZSRR” III klasy
- Medal „Za Odwagę”
- Medal „Za zasługi bojowe”
- Medal „Za obronę Kijowa”
- Medal „Za wyzwolenie Warszawy”
- Medal „Za zdobycie Berlina”
- Order Krzyża Grunwaldu III klasy